# Mándra
Mándra är en kommunhuvudort i Grekland.   Den ligger i prefekturen Nomarchía Dytikís Attikís och regionen Attika, i den sydöstra delen av landet, 21 km nordväst om huvudstaden Aten. Mándra ligger 79 meter över havet och antalet invånare är 11 327.
Terrängen runt Mándra är kuperad åt nordväst, men åt sydost är den platt. Havet är nära Mándra åt sydost. Runt Mándra är det tätbefolkat, med 881 invånare per kvadratkilometer. Närmaste större samhälle är Keratsíni, 15,6 km sydost om Mándra. Runt Mándra är det i huvudsak tätbebyggt.